# Bladnatperiode
De bladnatperiode is de tijd dat het blad vochtig is. Het blad kan vochtig worden door regen, mist, dauw en beregening. Sommige schimmels hebben voor een bepaalde periode nat blad en een bepaalde temperatuur nodig om deze te kunnen infecteren.
Er zijn verschillende methoden om de bladnatperiode vast te stellen:
- Door de verandering in de elektrische weerstand tussen twee metalen geleiders in een alternerende vinger[1] of dubbele spiraal[2] configuratie op een plat of cilindrisch oppervlak.[3][4][5] De geleiders zijn meestal verguld voor corrosiebestendigheid. Een probleem met deze methode is dat de metingen afhankelijk zijn van het feit of de druppels groot genoeg zijn om de opening tussen de geleiders te overbruggen. Een oppervlaktecoating van bijvoorbeeld hygroscopische latexverf kan worden aangebracht voor meer consistente resultaten.[3][4][5] Weerstandsmeting gebeurt vaak door wisselstroom excitatie.[6]
- Door de verandering in de diëlektrische constante van het oppervlak van een sensor te meten, waardoor de aanwezigheid van water of ijs op het oppervlak van de sensor wordt gedetecteerd.[7]
- Een sensor met hygroscopische eigenschappen waarbij een verandering in sensorlengte of gewicht mechanisch kan worden gemeten.